# デニス・ジェローム
デニス・ジェローム（仏: Denis Jérome、1939年2月28日 - ）はフランスの物理学者。
物性実験を専門とし、有機超伝導体の発見に大きく貢献した。

## 経歴
ジェロームは1939年にパリで生まれた。
パリ・ソルボンヌ大学で学び、そこで1960年に理学学士号を、それから固体物理学の修士号を取得した。 1965年にパリ＝サクレー大学のアナトール・アブラガム教授の指導のもとで、理学博士号を取得した。
1965年から1966年まで、カリフォルニア大学サンディエゴ校の博士研究員として、1998年にノーベル化学賞を受賞したウォルター・コーン教授の研究室で働き、そこでT. M. ライス教授と共同研究を行った。その後、1967年3月までハーバード大学で博士研究員としての研究を続けた。
1962年10月に、研修生として、フランス国立科学研究センター (CNRS) に入所した。1970年に研究マスター、1980年に研究ディレクター、2004年にCNRSの名誉研究ディレクターに就任した。
1967年に、ジャック・フリーデルとアンドレ・ギニエの要請に応じて、パリ第11大学にて「超高静水圧・低温下での金属および合金の電子特性に関する研究グループ」を結成した。
ジェロームは低次元電子系の物理とモット転移として知られる金属絶縁体転移の専門家である。
1980年にクラウス・ベチガード教授と共同で、ベチガード塩 (TMTSF)2PF6 が12 kbarの圧力下で0.9 Kの超伝導転移温度を持つことを観測し、世界で初めて有機固体での超伝導現象を検出した。
高圧下での様々な電子物性測定を通じて、有機・無機を問わず低次元導体の研究にも貢献している。国際的な学術誌に380報以上の学術論文を発表しているほか、いくつかの雑誌記事や書籍の章も執筆している。
ジェロームは Journal de Physique Lettres、Journal de Physique、European Physical Journal B、Europhysics Lettersなどの国際科学雑誌の編集長である。
物理学部門のメンバーの一人であるジェロームはフランス科学アカデミーの枠組みの中で、2009年に理論および実験科学における研究者および教師研究者の個人評価に関する報告書、2011年にビブリオメトリの適切な使用に関する報告書、2014年に科学出版の新たな課題に関する報告書の草案作成を取りまとめた。2011年から2015年まで、フランス科学アカデミーの物理学部門の部門長を務めた。2013年2月には物理学と化学の境界領域に関するシンポジウムを、2016年1月には21世紀の凝縮系物理学に関するシンポジウムを主導した。

## 表彰

### 受賞歴
- CNRSブロンズメダル、1965年
- フランス科学アカデミー賞（ドイスタウト-ブルーテル賞）、1980年
- ホルウェック賞（英語版）、1985年
- フランス・アウトリーチ委員会賞、1990年
- ヒューレット・パッカードユーロ物理学賞、1991年 - 誘起超伝導体の発見に対して、クラウス・ベチガードと共同受賞

### 勲章
- フランス国家功労勲章オフィシエ、2008年11月
- レジオンドヌール勲章シュヴァリエ、2016年7月

## 家族
ジェロームはパリの国際大学都市の一部を建築した建築家ルシアン・ベッシュマンの孫であり、パリの南北地下鉄路線の建設と衛生ネットワークの構築に貢献した国立土木学校の技術者ジョルジュ・ベッシュマンの曾孫である。

## 出版物
- Bach, Jean-François; Jérome, Denis (2014). “Les nouveaux enjeux de l'édition scientifique” (フランス語). Rapports de l'Académie des Sciences (Institut de France):  56.
- Bach, Jean-François; Jérome, Denis (2011). “Du bon usage de la bibliométrie pour l'évaluation individuelle des chercheurs” (フランス語). Rapport de l'Académie des Sciences (Institut de France):  70.
- D. Jerome and H. J. Schulz: Organic conductors and superconductors, Advances in Physics, 51, 293-479, 2002.
- D. Jérome, A. Mazaud, M. Ribault and K. Bechgaard, "Superconductivity in a synthetic organic conductor TMTSF2PF6", Journal de Physique Lettres, vol. 41, no. 4, 1980, p. 95-98 (read online[archive]).